# Percy Qoboza

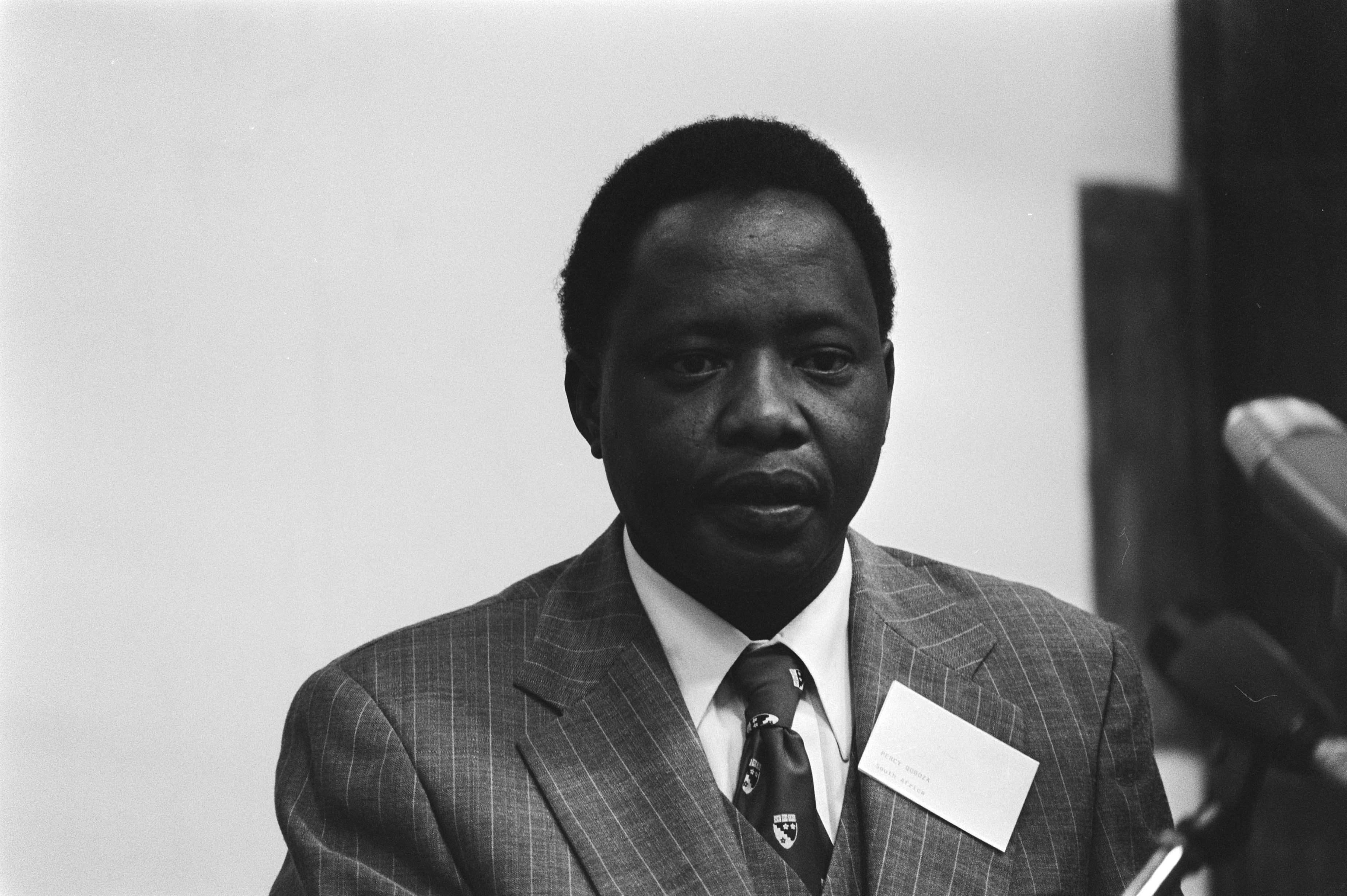
Percy Qoboza (1978)

Percy Tseliso Peter Qoboza (* 17. Januar 1938 in Sophiatown (Johannesburg); † 17. Januar 1988 Johannesburg) war ein südafrikanischer Journalist, Herausgeber und Apartheid-Kritiker.
Qoboza wuchs im Johannesburger Township Sophiatown auf, wo seine Eltern Flora und Joseph Qoboza ein eigenes Grundstück besaßen. Hier besuchte er die St Cyprian’s Anglican School und wechselte später an das Pax Training College in Pietersburg. Während dieser Zeit engagierte er sich ehrenamtlich in der Organisation Young Christian Workers (YCW), der er auch noch später verbunden blieb. Später studierte er Theologie am Roma University Seminary in Basutoland.
Anschließend nahm er eine Stelle in der Johannesburger Stadtverwaltung an, wo er in der Stadtteilverwaltung von Soweto eingesetzt war. Während dieser Tätigkeit begann sich Qoboza für Politik zu interessieren. Im Jahre 1960 beendete er diese Tätigkeit und wurde als Vollzeitorganisator bei der Progressive Party tätig. Weil es zu dieser Zeit keine demografisch gemischten Organisationen geben durfte, blieb seine Mitwirkung zunächst geheim. Dabei machte er sich als redlicher, mutiger und wortgewandter Akteur einen Namen.
Wenige Monate später schied Qoboza aus der Tätigkeit des Parteiorganisators aus und übernahm ab 1963 die Aufgabe eines Regionalreporters bei der Zeitung The World, 1974 wurde er deren Herausgeber. Unter seiner Leitung wurde sie die Zeitung mit der größten Reichweite unter den Schwarzen in Südafrika. Im Jahr 1975 weilte er als Nieman-Fellowship-Träger an der Harvard University und kehrte als überzeugter Gegner der Apartheid-Politik nach Südafrika zurück. Als Zeitungsherausgeber unterstützte er 1976 den Aufstand in Soweto. The World wurde im Oktober 1977 auf Grundlage des Internal Security Act verboten, Qoboza von der Special Branch der SAP verhaftet und bis März 1978 ohne Anklage festgehalten. Sein Fall erhielt internationale Aufmerksamkeit und die World Association of Newspapers verlieh ihm die Auszeichnung Golden Pen of Freedom Award.
Nach seiner Freilassung übernahm er die Herausgeberschaft der Post, bis diese wegen eines Streiks ihr Erscheinen 1980 einstellen musste. Eine Wiedereröffnung wurde durch die Regierung verboten. Qoboza war Gastherausgeber des Washington Star (1980–1981) und Herausgeber der Johannesburger City Press (1986–1988).
An seinem fünfzigsten Geburtstag starb Qoboza im Krankenhaus an den Folgen eines Herz- und Atemversagens. Zu seinem vierstündigen Trauergottesdienst in der katholischen Kirche Regina Mundi von Soweto, der seitens der Polizei mit erheblichen Restriktionen belegt war, fand sich eine große Zahl Trauernder ein.
2010 erhielt er postum den Order of Ikhamanga in Silber. Die New York Society for Ethical Culture verlieh ihm 1978 den Ethical Humanist Award. Ehrendoktortitel wurden im von der Tufts University und dem Amherst College in den USA verliehen. Zudem erhielt er den Golden Pen of Freedom von der International Federation of Newspaper Proprietors.
Qoboza war mit seiner Frau Anne verheiratet. Beide hatten sich 1962 in einem Camp der Young Christian Workers kennengelernt.

## Belege
1. ↑  South African History Online: Percy Qoboza, influential anti-Apartheid journalist, dies. auf www.sahistory.org.za (englisch).
2. 1 2  Republic of South Africa, The Presidency: Percy Tseliso Peter Qoboza (1938 - ). auf www.thepresidency.gov.za (englisch).
3. 1 2 3 4 5 6  The Journalist (Hrsg.): A Soldier Armed with A Pen. Biographie vom 15. Oktober 2014, auf www.thejournalist.org.za (englisch).
4. ↑  SAIRR: A Survey of Race Relations in South Africa 1977. Johannesburg 1978, S. 179.
5. ↑  South African History Online: Percy Qoboza and his deputy, Aggrey Klaaste are arrested by the Special Branch police. auf www.sahistory.org.za (englisch).
6. ↑  Percy Qoboza bei britannica.com (englisch)

| Personendaten    | Personendaten                                                   |
| ---------------- | --------------------------------------------------------------- |
| NAME             | Qoboza, Percy                                                   |
| ALTERNATIVNAMEN  | Qoboza, Percy Tseliso Peter                                     |
| KURZBESCHREIBUNG | südafrikanischer Journalist, Herausgeber und Apartheid-Kritiker |
| GEBURTSDATUM     | 17. Januar 1938                                                 |
| GEBURTSORT       | Sophiatown                                                      |
| STERBEDATUM      | 17. Januar 1988                                                 |
| STERBEORT        | Johannesburg                                                    |